# Argument liczby zespolonej

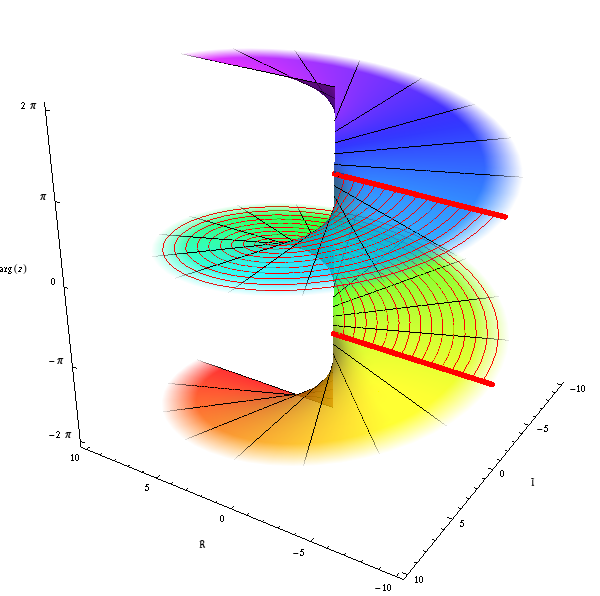
Argument główny liczby zespolonej

Ten diagram Arganda reprezentuje liczby zespolone leżące na płaszczyźnie. Dla każdego punktu na płaszczyźnie jest funkcją, która zwraca kąt φ.

Dwie opcje argumentu φ

Główną wartością niebieskiego punktu jest

Argument liczby zespolonej – miara kąta skierowanego między wektorem reprezentującym liczbę zespoloną {\displaystyle z} na płaszczyźnie zespolonej, a osią rzeczywistą. Oznaczenie: {\displaystyle {\mbox{arg}}(z).}
Argument nie jest określony jednoznacznie – dowolne dwa argumenty liczby zespolonej różnią się o wielokrotność {\displaystyle 2\pi .} Argument sprowadzony do przedziału {\displaystyle [0,2\pi )}, lub {\displaystyle (-\pi ,\pi ]}, nazywa się argumentem głównym. Oznaczenie:{\displaystyle {\mbox{Arg}}(z).}
Argument wykorzystuje się m.in. w zapisie trygonometrycznym liczby zespolonej:
{\displaystyle a+bi=r(\cos \phi +i\sin \phi ),}
gdzie {\displaystyle r={\sqrt {a^{2}+b^{2}}}=|z|} jest modułem liczby zespolonej, a {\displaystyle \phi } jej argumentem.
Dla liczb o niezerowej części rzeczywistej wartość argumentu może być obliczona ze wzoru:
{\displaystyle \varphi ={\begin{cases}\operatorname {arctg} \left({\frac {b}{a}}\right),&{\mbox{gdy }}a>0\\\operatorname {arctg} \left({\frac {b}{a}}\right)+\pi ,&{\mbox{gdy }}a<0\end{cases}}}
Dla liczb urojonych, {\displaystyle z=bi{:}}
{\displaystyle \varphi ={\begin{cases}{\frac {1}{2}}\pi ,&{\mbox{gdy }}b>0\\-{\frac {1}{2}}\pi ,&{\mbox{gdy }}b<0\end{cases}}}
Dla liczby {\displaystyle z=0,} argument jest nieokreślony.
Niech {\displaystyle a+bi=r(\cos \phi +i\sin \phi )} oraz niech {\displaystyle c+di=\rho (\cos \psi +i\sin \psi ),} wówczas iloczyn i iloraz liczb zespolonych wyrażają się wzorami:
- {\displaystyle (a+bi)\cdot (c+di)=r\cdot \rho (\cos(\phi +\psi )+i\sin(\phi +\psi ))}
- {\displaystyle {\frac {a+bi}{c+di}}={\frac {r}{\rho }}(\cos(\phi -\psi )+i\sin(\phi -\psi ))}